# After the Hunt - Dopo la caccia
After the Hunt - Dopo la caccia (After the Hunt) è un film del 2025 diretto e co-prodotto da Luca Guadagnino.

## Trama
Alma, stimata professoressa di un ateneo della Ivy League, si ritrova a difendere un collega accusato di molestie sessuali verso una studentessa.

## Produzione
Le riprese sono cominciate a Londra e all'università di Cambridge il 6 luglio 2024, concludendosi il 16 agosto.

## Promozione
Il trailer del film è stato pubblicato online il 17 luglio 2025.

## Distribuzione
Il film verrà presentato in anteprima assoluta fuori concorso all'82ª Mostra internazionale d'arte cinematografica di Venezia, e avrà in seguito una distribuzione limitata nelle sale cinematografiche statunitensi a partire dal 10 ottobre 2025, ampliandosi dal 17 ottobre. Sarà primo film degli Amazon MGM Studios ad essere distribuito dalla Sony Pictures in seguito alla scadenza di un contratto quadriennale con la Warner Bros. Pictures. Sarà distribuito nelle sale cinematografiche italiane da Eagle Pictures a partire dal 16 ottobre 2025.